# Força Aèria de la República de Corea
La Força Aèria de la República de Corea (en coreà hangul: 대한민국 공군, en hanja: 大韓民國 空軍, romanització revisada: Daehanminguk Gong-gun), àmpliament coneguda per les seves sigles en anglès ROKAF (Republic of Korea Air Force), és la força aèria de Corea del Sud. Opera sota el comandament del Ministeri de Defensa Nacional. La ROKAF té entorn de 400 avions de combat de disseny nord-americà, i algunes aeronaus de disseny rus o coreà.

## Equipament principal

### Aeronaus

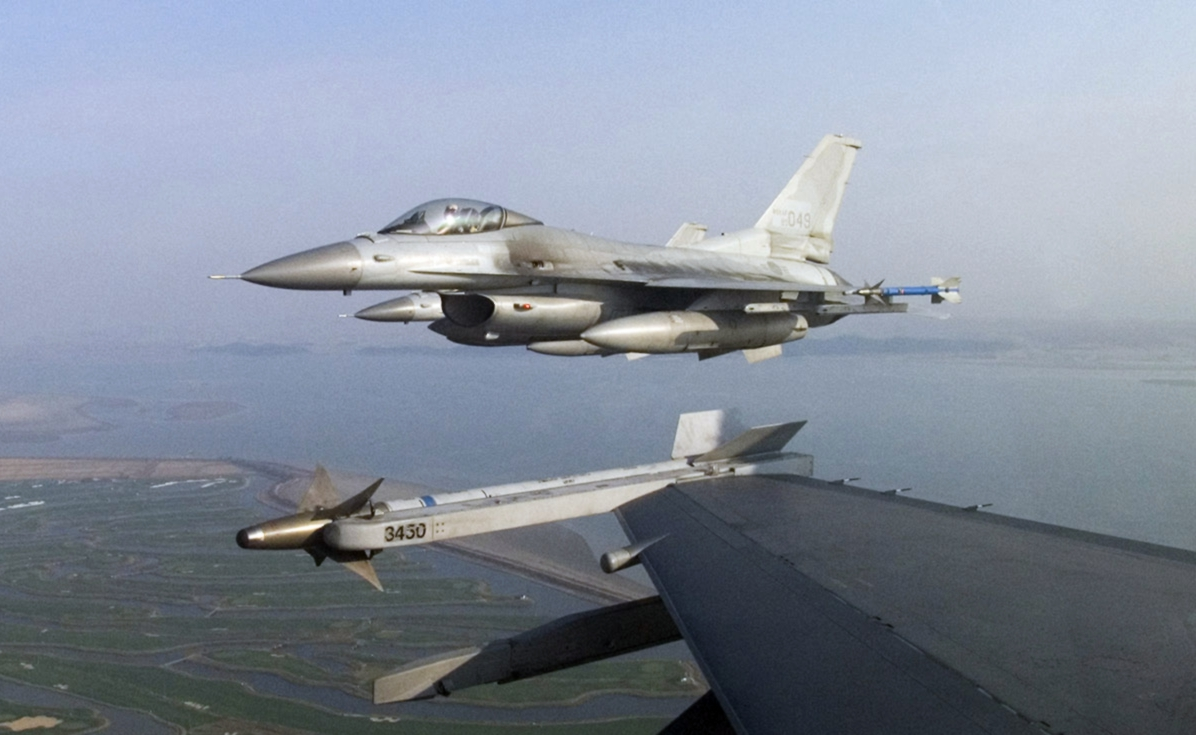
Caces F-16 sud-coreans.

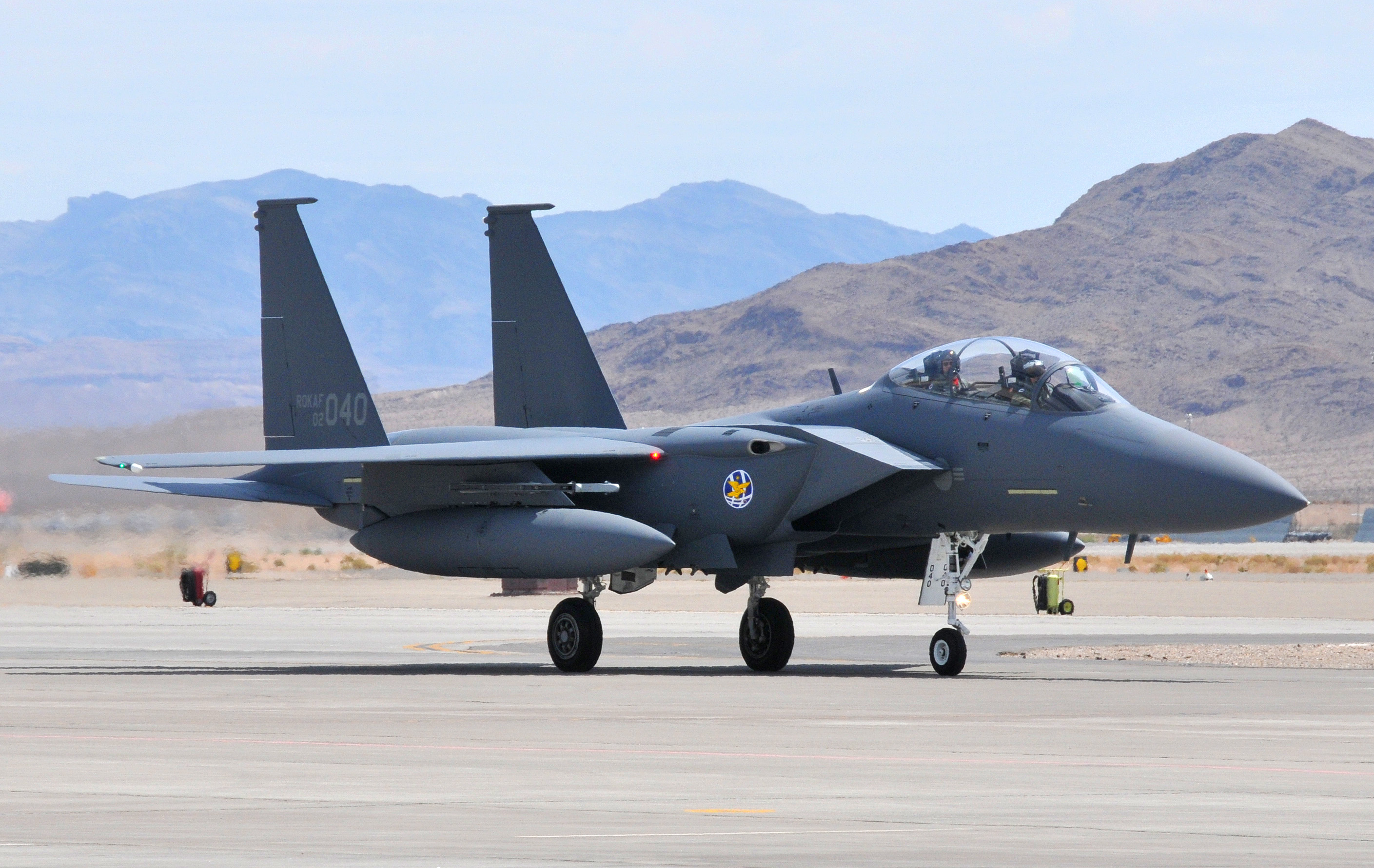
F-15K Eslam Eagle.

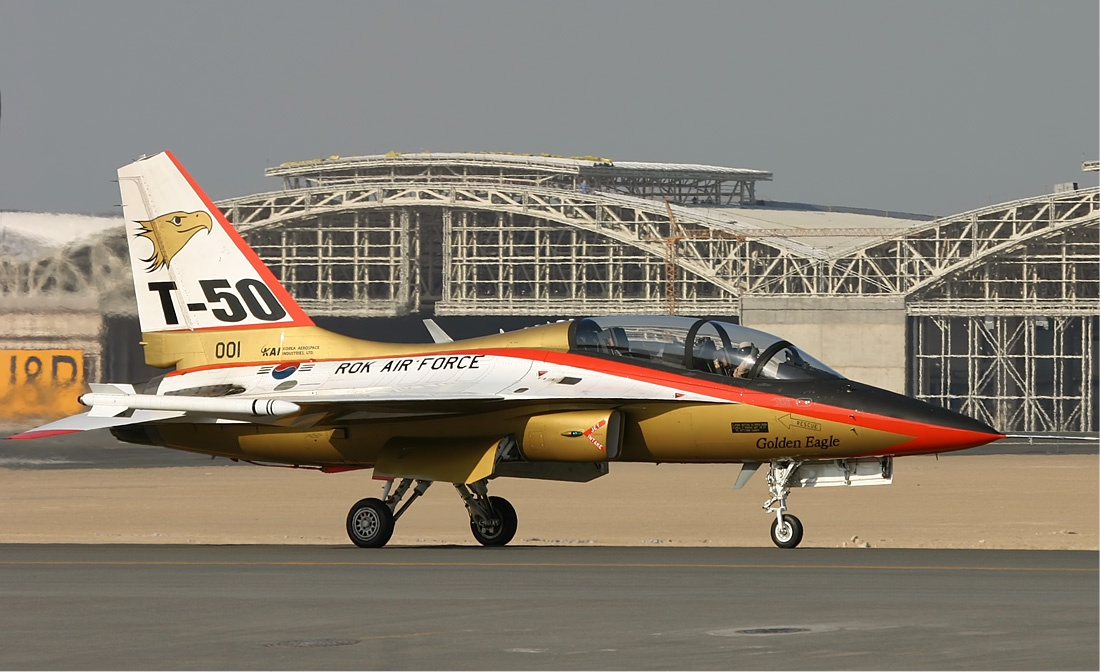
KAI T-50 Golden Eagle.

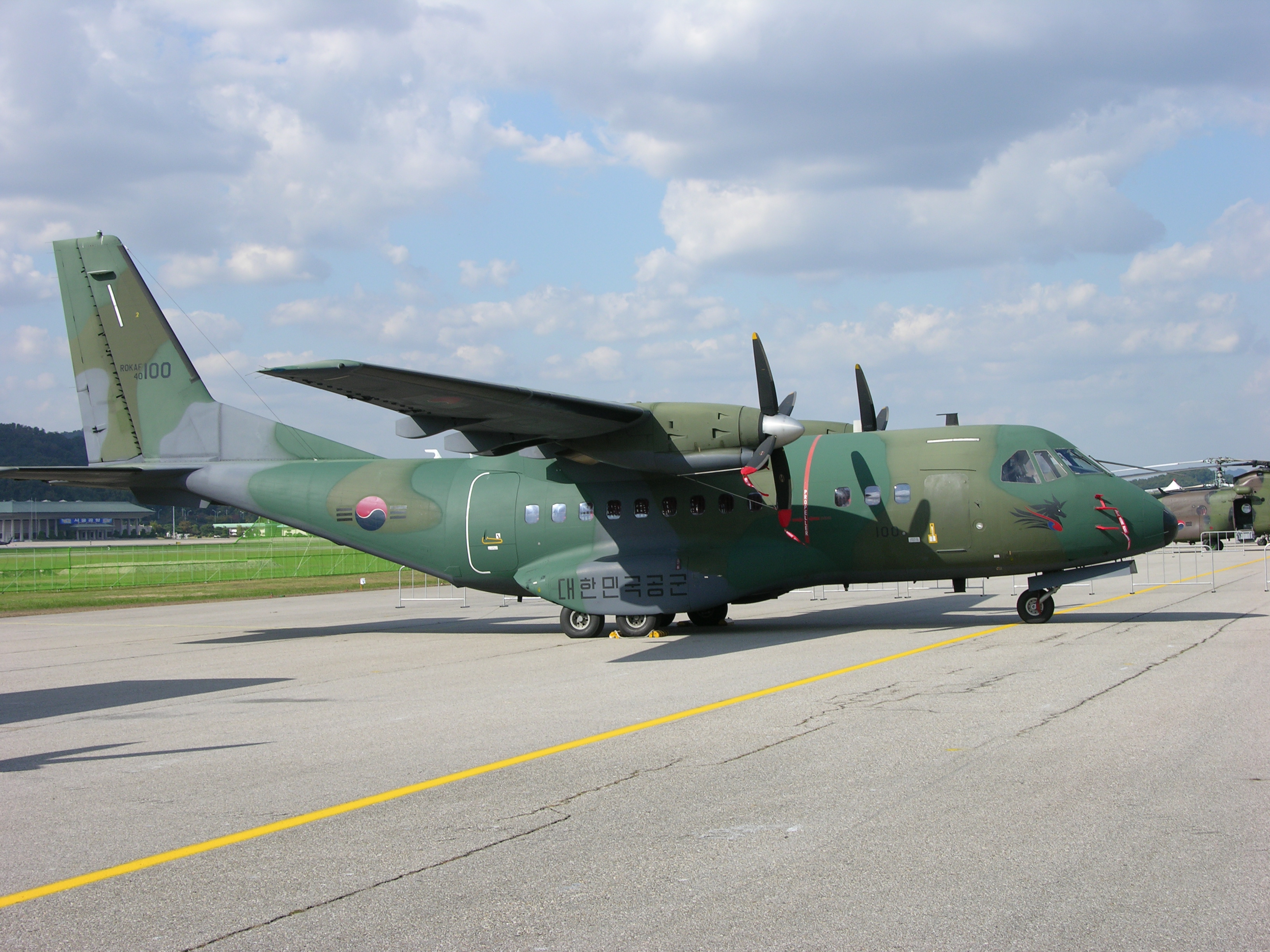
CASA CN-235-100M.

| Aeronaus                          | Origen                       | Tipus                                                                          | Versions                                                      | En servei |
| --------------------------------- | ---------------------------- | ------------------------------------------------------------------------------ | ------------------------------------------------------------- | --------- |
| Boeing 737 AEW&C                  | Estats Units                 | AWACS                                                                          | E-7A                                                          | 4         |
| Northrop Grumman RQ-4B            | Estats Units                 | HUAV                                                                           | Global Hawk Block 30i                                         | 4         |
| Airbus A330MRTT                   |                              | Refueling tanker                                                               |                                                               | 4         |
| Sikorsky S-70 Black Hawk          | Estats Units                 | helicòpter de transport VIP helicòpter de salvament                            | VH-60                                                         | 10        |
| Boeing 737                        | Estats Units                 | avió de transport VIP                                                          | 737-3Z8                                                       | 1         |
| Boeing CH-47 Chinook              | Estats Units                 | helicòpter de salvament                                                        | HH-47D                                                        | 7         |
| Boeing F-15E Strike Eagle         | Estats Units                 | cazabombarder                                                                  | F-15K Eslam Eagle                                             | 39 (60)   |
| CASA CN-235                       | Espanya Indonèsia            | Avió de transport tàctic                                                       | CN-235-100MCN-235-220M                                        | 128       |
| Eurocopter AS 332L Cougar         | Indonèsia                    | helicòpter de transport VIP                                                    | AS 332                                                        | 3         |
| Ilyushin Il-103                   | Rússia                       | trainer                                                                        | T-103                                                         | 23        |
| KAI KT-1 Ungbi                    | Corea del Sud                | entrenador comandament aeri davanter i enllaç                                  | KT-1CA-1                                                      | 88        |
| KAI T-50 Golden Eagle             | Corea del Sud                | entrenador avançat acrobàtic entrenador CRT / atac lleuger caça i atac lleuger | T-50 T-50B TA-50 FA-50                                        | 82        |
| Kamov Ka-32 "Helix-C"             | Rússia                       | helicòpter de salvament                                                        | Ca-32T                                                        | 7         |
| Lockheed C-130 Hercules           | Estats Units                 | Avió de transport tàctic                                                       | C-130H C-130H-30                                              | 84        |
| Lockheed F-16 Fighting Falcon     | Estats Units · Corea del Sud | Avió de caça / Avió d'entrenament                                              | F-16C Block 32 F-16D Block 32 KF-16C Block 52 KF-16D Block 52 | 118 51    |
| Lockheed Martin F-35 Lightning II | Estats Units                 |                                                                                | F-35A                                                         | 39(+20)   |
| Northrop F-5I Tiger II            | Estats Units                 | Avió de caça / Avió d'entrenament                                              | F-5< br>F-5F KF-5 KF-5F                                       | 68        |
| Hawker 800                        | Regne Unit                   | Reconeixement aeri                                                             | Hawker 800RAHawker 800SIG                                     | 44        |
| Sikorsky S-92A Superhawk          | Estats Units                 | Helicòpter de transport VIP                                                    | S-92A                                                         | 3         |
| Dassault Falcon 2000              |                              | SIGINT                                                                         | 2                                                             |           |

### Artilleria de defensa aèria
| Artilleria de defensa aèria | Origen        | Tipus                  | Versions       | En servei   |
| --------------------------- | ------------- | ---------------------- | -------------- | ----------- |
| Raytheon MIM-104 Patriot    | Estats Units  | Míssil superfície-aire | MIM-104C PAC-2 | 3 batallons |
| KM-SAM                      | Corea del Sud | Míssil superfície-aire | Cheongung      | 6 batallons |